# テイト予想 (結び目理論)

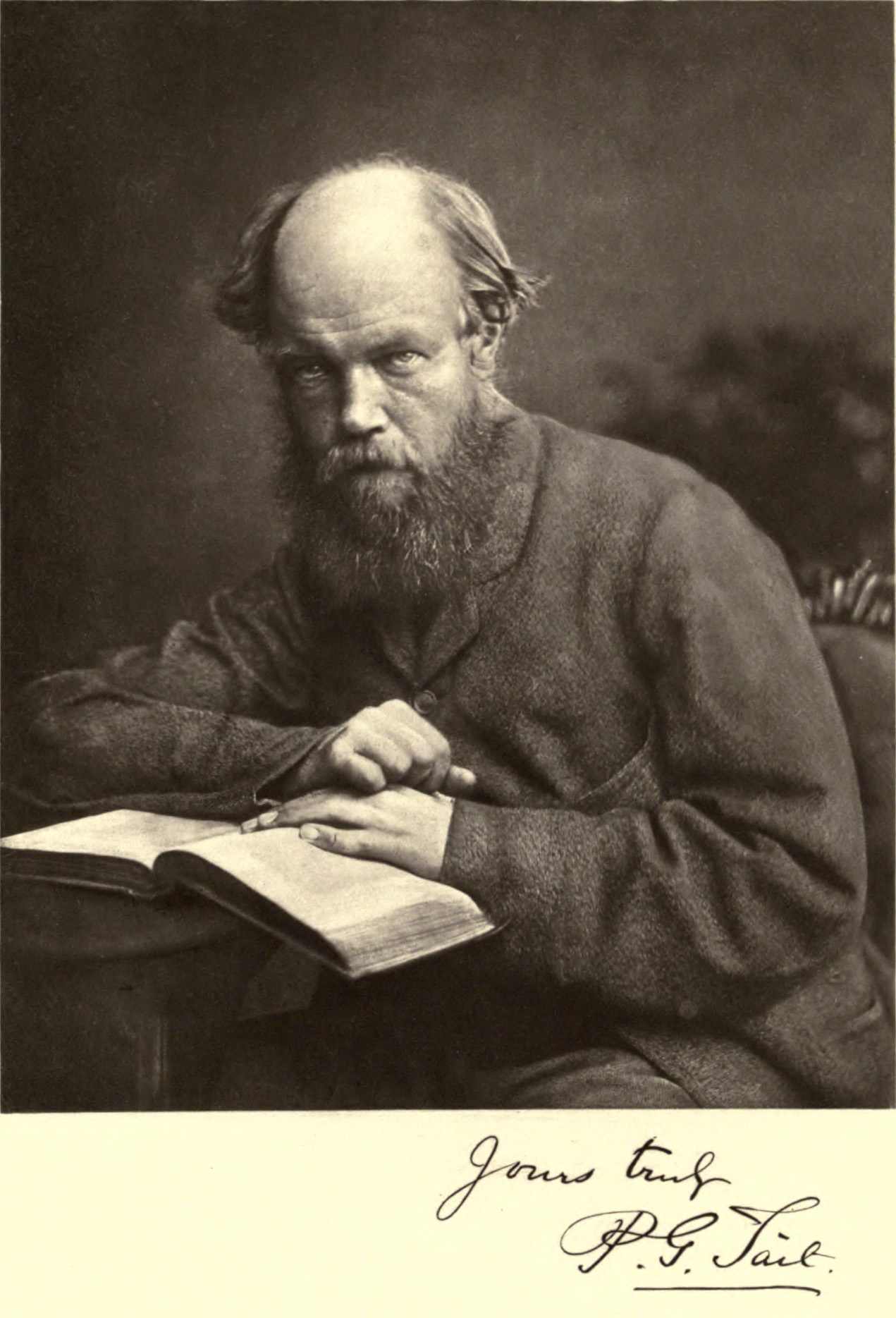
ピーター・ガスリー・テイト

テイト予想（テイトよそう、Tait conjectures）とは、19世紀にスコットランドの物理学者ピーター・ガスリー・テイトによって提示された、結び目理論における3つの予想]。長く未解決だったが、現在では全て解決されている。

## テイト予想
テイト予想は交代結び目に関するもので、次の3つからなる（第一予想と第二予想は逆に紹介されることもある）。

反転操作

- テイトの第一予想

交代結び目の既約交代射影図は最小交点射影図である。
- テイトの第二予想

交代結び目の任意の2つの既約交代射影図の交点数（またはひねり数）は等しい。
- テイトの最終予想

交代結び目の任意の2つの既約交代射影図について、片方に右図のような反転（Flyping）を有限回施すことによってもう片方の射影図が得られる。
この予想はテイトの反転予想とも呼ばれ、第一予想と第二予想の両方を含んでいる。
テイトの第一予想と第二予想が正しければ、交代結び目の交点数は簡単にわかることになる。つまり、交代結び目には交代射影図があるはずなので、その交代射影図に存在する除去可能な交点を全て取り除いて既約交代射影図とすれば、（テイトの予想1からそれは最小交点射影図なので）その既約交代射影図の交点数を数えるだけで交代結び目の交点数がわかることになる。
また、テイトの反転予想が正しければ、交代結び目の全ての既約交代射影図は、ある既約交代射影図に対して有限回の反転を施して得られることになり、高々有限個ということになる。

## 解決
第一予想と第二予想は、1987年頃に村杉邦男・ルイス・カウフマン・ティスツルスウェイトの3人によって独立に（ジョーンズ多項式を使って）解決された。
村杉邦男の論文によると、まず結び目の射影図と平面グラフの対応を使って交代絡み目の連結な既約交代射影図の交点数は、その絡み目のジョーンズ多項式の径間と等しいことを示し、そのことから第二予想が正しいことを導いている。テイトの予想では交代結び目に限定しているが、射影図が連結であれば交代絡み目に対しても成立することが示されたことになる。第一予想もジョーンズ多項式によって解決されており、素な交代絡み目であればその最小交点射影図は全て既約交代射影図であるということも示されている。また、このとき系（corollary）として交代絡み目同士を連結和させた絡み目は交点数はもとの交点数の和に等しいことや交点数が奇数の交代絡み目は両手型ではないことを示している。
テイトの反転予想は、1993年にウィリアム・メナスコとティスツルスウェイトによって解決された。